# Hits & Rarities
Hits & Rarities is het tweede greatest hits-overzicht van Sheryl Crow. Het verscheen aan het einde van 2007.

## Achtergrondinformatie
In afwachting van Sheryls zesde album Detours verschijnt als zoethoudertje voor fans Hits & Rarities. De eerste disc is een aangepaste versie van haar album The Very Best of Sheryl Crow. Van haar laatste album Wildflower zijn het titelnummer en Always On Your Side (met Sting) toegevoegd. Andere opvallende wijzigingen zijn het opnemen van Sweet Child O'Mine, de cover van Guns N' Roses die Sheryl opnam voor de soundtrack van de film Big Daddy. Tevens werd een andere soundtrack toegevoegd: Tomorrow Never Dies van de gelijknamige James Bondfilm. De tweede disc bevat zeldzame (veelal live) opnamen van bekende nummers.

## Tracklist

### disc 1: hits
01. All I Wanna Do

02. My Favorite Mistake

03. Soak Up The Sun

04. Always On Your Side (met Sting)

05. The First Cut Is The Deepest

06. Everyday Is A Winding Road

07. Try Not To Remember

08. Leaving Las Vegas

09. Strong Enough

10. If It Makes You Happy

11. Run, Baby, Run

12. I Shall Believe

13. Light In Your Eyes

14. C'mon C'mon

15. A Change Would Do You Good

16. Wildflower

17. Sweet Child O'Mine

18. Tomorrow Never Dies

### disc 2: rarities
01. Run, Baby, Run - Live met Eric Clapton

02. Chances Are

03. You're An Original - Live in Budokan (Japan)

04. The Difficult Kind - Live in Budokan (Japan)

05. Where Has All The Love Gone - Acoustic Version

06. Steve McQueen - Acoustic Live Version

07. Riverwide - Acoustic Live Version

08. Everyday Is A Winding Road - Acoustic Live Version

09. Subway Ride

10. Leaving Las Vegas - Live in Budokan (Japan)

11. Safe and Sound - Live in Budokan (Japan)

12. Keep On Growing